# Copa Chatham 2013
La Copa Chatham 2013 fue la 86va edición del torneo futbolístico más antiguo de Nueva Zelanda. Comenzó el 25 de abril con la ronda de clasificación y finalizó el 15 de septiembre, día de la final.
En total, 132 equipos se registraron para competir, superando a los 124 del torneo anterior. Además, en esta edición se cumplieron 90 años desde la fundación de la primera competición de fútbol que tuvo el país.

## Segunda ronda
Para ver los resultados de la primera ronda y la fase clasificatoria véase Clasificación para la Copa Chatham 2013.
Se jugó el 3 de junio.
| Local                   | Resultado          | Visitante                 |
| ----------------------- | ------------------ | ------------------------- |
| Hibiscus Coast          | 1 - 3              | Melville United           |
| Manurewa AFC            | 6 - 2              | Tauranga Old Blues        |
| AFC Fury                | 0 - 6              | East Coast Bays           |
| Forrest Hill Milford    | 1 - 2              | Mangere United            |
| Onehunga Sports         | 4 - 1              | Waitemata City            |
| Albany United           | 1 - 5              | Hamilton Wanderers        |
| Takapuna                | 1 - 4              | Waitakere City FC         |
| Eastern Suburbs         | 0 - 3              | Fencibles United          |
| Ngaruawahia United      | 5 - 4              | North Shore United        |
| Cambridge               | 2 - 4              | Birkenhead United         |
| Air Force               | 0 - 6              | Glenfield Rovers          |
| Ellerslie               | 2 - 1              | Central United            |
| Onehunga Mangere United | 0 - 1              | Western Springs           |
| Papkapura City          | 0 - 4              | Bay Olympic               |
| Three Kings United      | 3 - 0              | Taupo                     |
| Papatoetoe AFC          | 4 - 4 (pen. 4 - 3) | Westlake Boys High School |
| Island Bay United       | 7 - 3              | Brooklyn Northern United  |
| Miramar Rangers         | 1 - 2              | Wairarapa United          |
| Naenae                  | 0 - 4              | Palmerston North Marist   |
| Inglewood AFC           | 2 - 3              | Tawa AFC                  |
| Napier City Rovers      | 7 - 0              | Wainuiomata               |
| New Plymouth Rangers    | 2 - 5              | Lower Hutt City           |
| Petone                  | 1 - 3              | Wellington Olympic        |
| Waterside Karori        | 6 - 0              | Stop Out                  |
| Central Pirates         | 0 - 1              | Nelson College            |
| Halswell United         | 0 - 1              | Cashmere Technical        |
| Western AFC             | 2 - 5              | Ferrymead Bays            |
| Waimak United           | w/o                | Universities              |
| Queens Park             | 2 - 3              | Roslyn Wakari             |
| Caversham AFC           | 3 - 2              | Old Boys' AFC             |
| Dunedin Technical       | 4 - 1              | Grants Braes              |
| Northern AFC            | 2 - 1              | Otago University          |

## Tercera ronda
Disputada el 15 y 16 de junio.
| Local                   | Resultado          | Visitante               |
| ----------------------- | ------------------ | ----------------------- |
| Hamilton Wanderers      | 5 - 0              | Mangere United          |
| Manurewa AFC            | 2 - 1              | Three Kings United      |
| Bay Olympic             | 5 - 1              | East Coast Bays         |
| Melville United         | 2 - 1              | Papatoetoe AFC          |
| Onehunga Mangere United | 0 - 2              | Ngaruawahia United      |
| Fencibles United        | 1 - 4              | Onehunga Sports         |
| Island Bay United       | 2 - 2 (pen. 4 - 5) | Wellington Olympic      |
| Cashmere Technical      | 2 - 0              | Ferrymead Bays          |
| Roslyn Wakari           | 8 - 1              | Northern AFC            |
| Glenfield Rovers        | 2 - 3              | Birkenhead United       |
| Ellerslie               | 1 - 3              | Waitakere City FC       |
| Napier City Rovers      | 1 - 2              | Wairarapa United        |
| Tawa AFC                | 0 - 3              | Palmerston North Marist |
| Lower Hutt City         | 1 - 0              | Waterside Karori        |
| Nelson College          | 1 - 2              | Waimak United           |
| Caversham AFC           | 4 - 0              | Dunedin Technical       |

## Cuarta ronda
Tuvo lugar entre el 29 y 30 de junio. Exceptuando el partido entre Cashmere Technical y el Waimak United que se jugó el 6 de julio.
| Local                   | Resultado          | Visitante          |
| ----------------------- | ------------------ | ------------------ |
| Manurewa AFC            | 0 - 1              | Melville United    |
| Birkenhead United       | 3 - 1              | Hamilton Wanderers |
| Onehunga Sports         | 4 - 0              | Ngaruawahia United |
| Waitakere City FC       | 3 - 1              | Bay Olympic        |
| Palmerston North Marist | 1 - 1 (Pen. 4 - 2) | Napier City Rovers |
| Wellington Olympic      | 4 - 2              | Lower Hutt City    |
| Cashmere Technical      | 7 - 0              | Waimak United      |
| Roslyn Wakari           | 1 - 4              | Caversham AFC      |

## Cuartos de final
| 27 de julio de 2013 | Melville United                    | 3:2 (2:1) | Birkenhead United | Gower Park, Hamilton |  |
|                     | Hilliar 11' 19' · Scott 58' (pen.) | Reporte   | Tuiloma 12' 69'   |                      |  |

| 28 de julio de 2013 | Palmerston North Marist | 0:1 (0:1) | Cashmere Technical | Memorial Park, Palmerston North |  |
|                     |                         | Reporte   | Pitman 16'         |                                 |  |

| 28 de julio de 2013 | Waitakere City                                                                             | 7:0 (2:0) | Onehunga Sports | Fred Taylor Park, Whangarei |  |
|                     | Krishna 18' 71' · Shah 30' · Turner 54' (pen.) · Butler 56' · Muchirahondo 88' · Petoa 90' | Reporte   |                 |                             |  |

| 28 de julio de 2013 | Wellington Olympic                          | 3:2 (0:2) | Caversham AFC           | Wakefield Park, Wellington |  |
|                     | Kenny 58' · O'Connor 64' (pen.) · Lewis 86' | Reporte   | Hancock 29' · Ryder 30' |                            |  |

## Semifinales
| 24 de agosto de 2013 | Melville United | 1:4 (0:2) | Waitakere City                                     | Gower Park, Hamilton |  |
|                      | Hafal 52'       | Reporte   | Krishna 25' 81' · Turner 45' (pen.) · Fakasega 79' |                      |  |

| 24 de agosto de 2013 | Cashmere Technical                       | 4:0 (1:0) | Wellington Olympic | Garrick Memorial Park, Christchurch |  |
|                      | Mitchell 31' · O'Brian 69' 73' · Ede 89' | Reporte   |                    |                                     |  |

## Final
| 15 de septiembre de 2013 | Cashmere Technical                     | 3:1 (2:1) | Waitakere City | ASB Football Park, Christchurch |                                |
|                          | Boys 6' (pen.) · Kelly 23' · Ede 90+4' | Reporte   | Butler 16'     | Asistencia: 2.600 espectadores  | Asistencia: 2.600 espectadores |

| Bandera de Nueva Zelanda             |
| Campeón Cashmere Technical 1º título |